# Takami Igarashi
Takami Igarashi –en japonés, 五十嵐貴美, Igarashi Takami– 20 de noviembre de 1984) es una deportista japonesa que compitió en natación. Ganó una medalla de bronce en el Campeonato Pan-Pacífico de Natación de 2006, en la prueba de 200 m espalda.

## Palmarés internacional
| Campeonato Pan-Pacífico | Campeonato Pan-Pacífico | Campeonato Pan-Pacífico | Campeonato Pan-Pacífico |
| Año                     | Lugar                   | Medalla                 | Prueba                  |
| ----------------------- | ----------------------- | ----------------------- | ----------------------- |
| 2006                    | Victoria (Canadá)       | Medalla de bronce       | 200 m espalda           |